# حسن محدثی
حسن محدثی گیلوایی (زاده ۱۳۴۵ در رشت) جامعه‌شناس ایرانی و استادیار دانشگاه آزاد اسلامی واحد تهران مرکزی است. وی دو سال مدیر گروه جامعه‌شناسی دین در انجمن جامعه‌شناسی ایران بوده است. پژوهش‌های او عمدتاً در حوزه جامعه‌شناسی دین و جامعه‌شناسی معرفت است. همچنین محدثی بخشی از کارهای خودش را به بازخوانی تفکر شریعتی اختصاص داده است زیرا شریعتی را یک نظریه‌پرداز اجتماعی می‌داند که برای جامعه راهگشا است.

## حاشیه
محدثی در روز چهارشنبه ۱۳ دی ۱۳۹۶ (همزمان با ناآرامی‌های دی ماه ۱۳۹۶) حین مناظره با هادی صادقی در برنامه زاویه که به صورت زنده پخش می‌شد، صداوسیمای ایران را به دلیل «دروغ‌های سیستماتیک» به باد انتقاد گرفت و گفت که حتی صدای منتخب ملت هم در این رسانه به خوبی منعکس نمی‌شود.